# Álora
Álora là một đô thị trong tỉnh Málaga, cộng đồng tự trị Andalusia Tây Ban Nha. Đô thị này có diện tích là 169 ki-lô-mét vuông, dân số năm 2009 là 13.395 người với mật độ 79,26 người/km². Đô thị này có cự ly 40 km so với tỉnh lỵ Málaga.